# 国立音楽大学

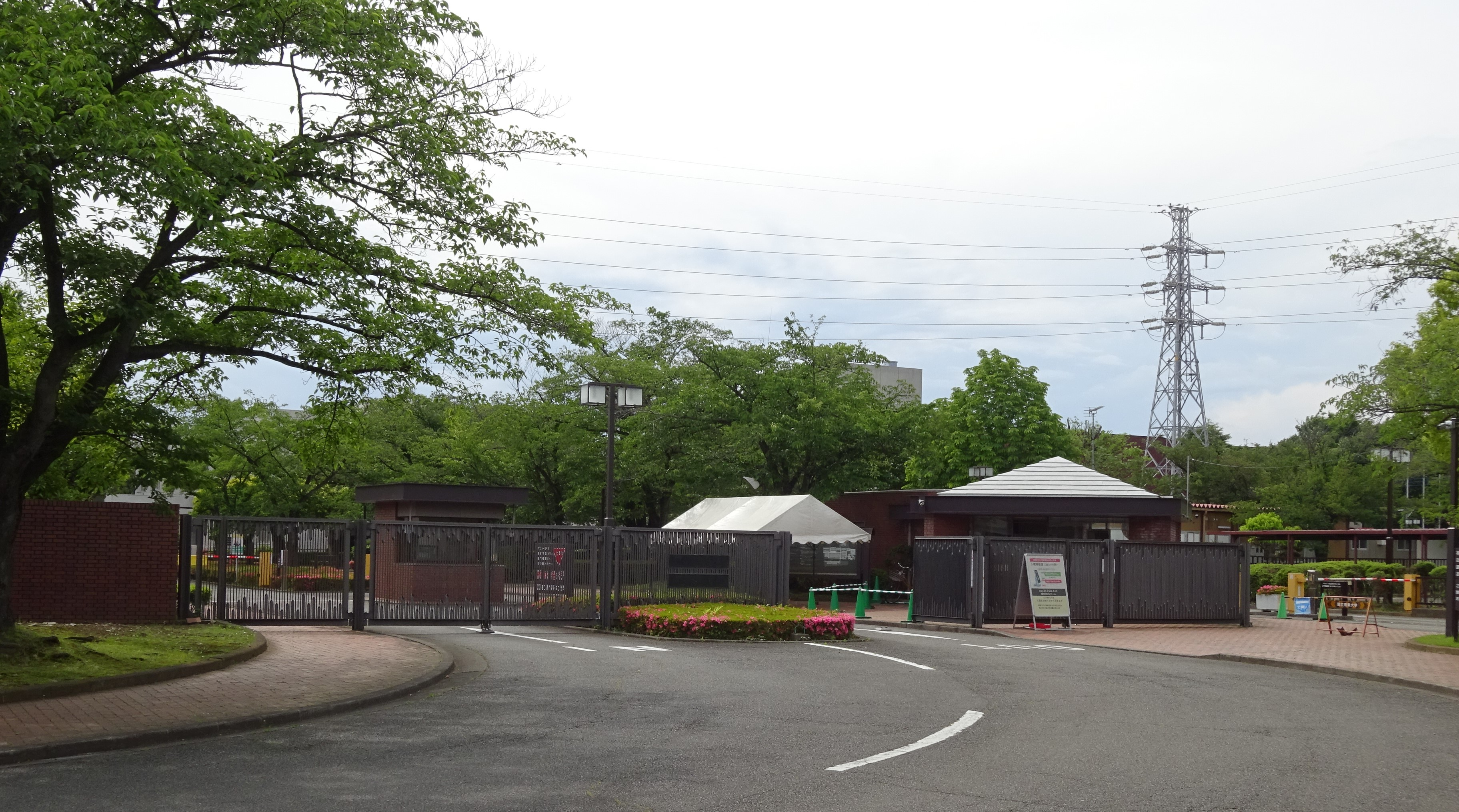
正門

国立音楽大学（くにたちおんがくだいがく、英語: Kunitachi College of Music）は、東京都立川市柏町5-5-1に本部を置く日本の私立大学。1926年創立、1950年大学設置。大学の略称は国立音大（くにたちおんだい）、国音（くにおん）。日本に複数ある音楽大学の一つである。

## 校名・アクセス
大学名の「国立」（くにたち）は、1970年代まで東京都国立市にキャンパスがあったことに由来し、国立大学（こくりつだいがく）ではない。現在も系列校は国立市内にある。日本の私立三大音楽大学の一つとされ、著名な音楽家を多く輩出している名門校である。
現在のキャンパスの最寄り駅は西武拝島線・多摩都市モノレール線の玉川上水駅。

## 沿革
公式サイトの「沿革」などによる。   
- 1926年（大正15年）4月：前身の「東京高等音楽学院」が東京市四谷区番衆町（現在の東京都新宿区四谷）の仮校舎で開校。同年11月に谷保村国立大学町に校舎竣工、移転。創立メンバーは声楽家の武岡鶴代と矢田部勁吉、音楽マネージャーの中館耕蔵、ピアニストの榊原直、宗教学者の渡邊敢が初代学院長に就任した[3]。
- 1928年（昭和3年）：新交響楽団（現在のNHK交響楽団）と共演し、ベートーヴェンの『交響曲第9番』を合唱[4]。
- 1947年（昭和22年）：国立音楽学校に改称。
- 1949年（昭和24年）：系列校の国立中学校（のちの国立音楽大学附属中学校）、国立音楽高等学校（のちの国立音楽大学附属高等学校）を設立。
- 1950年（昭和25年）：新制大学として国立音楽大学発足。音楽学部に声楽、器楽、作曲、楽理、教育音楽学科を置く。国立音楽大学附属幼稚園も合わせて設立。
- 1951年（昭和26年）：学校法人国立音楽大学に運営法人の組織を変更。
- 1953年（昭和28年）：国立音楽大学附属小学校を設立。
- 1963年（昭和38年）：教育音楽学科に幼児教育専攻を新設。
- 1966年（昭和41年）：上水台校舎（現校地）で授業開始。
- 1968年（昭和43年）：大学院音楽研究科（修士課程）設置。
- 1978年（昭和53年）：所在地を現校地に移転。
- 1982年（昭和57年）：講堂が竣工。
- 1988年（昭和63年）：楽器学資料館を設置。
- 1990年（平成2年）：楽理学科を音楽学学科、教育音楽学科を音楽教育学科と名称変更。音楽教育学科にピアノ教育専修を新設。
- 1991年（平成3年）：応用演奏学科、音楽デザイン学科を新設。
- 1995年（平成7年）：多摩アカデミックコンソーシアム（TAC）が発足し、加入。
- 2000年（平成12年）：音楽教育学科に学校教育専修、音楽教育専修に音楽療法コースを設置。
- 2004年（平成16年）：従来の7学科を演奏、音楽文化デザイン、音楽教育の3学科に再編。
- 2007年（平成19年）：博士後期課程設置。
- 2011年（平成23年）：演奏学科にジャズ専修を設置。
- 2014年（平成26年）：3学科を、1学科6専修と、1学科1専攻3専修および1専攻に改組。
- 2018年（平成30年）：別科調律専修の学生募集を停止。
- 2019年（令和元年）：別科調律専修を閉科。
- 2023年（令和5年）4月：音楽データサイエンス・コースを設置[5]。

## 学部・学科
- 音楽学部
  - 演奏・創作学科
    - 声楽専修
    - 鍵盤楽器専修
    - 弦管打楽器専修
    - ジャズ専修
    - 作曲専修
    - コンピュータ音楽専修
      - ダブルキャリア型コース
      - 専門教科型コース
      - 選抜型コース

  - 音楽文化教育学科
    - 音楽文化教育専攻
      - 音楽教育専修
      - 音楽療法専修
      - 音楽情報専修

    - 幼児音楽教育専攻

演奏・創作学科のコース（「ダブルキャリア型」「専門強化型」「選抜型」）は、3年次と4年次に分属するもので、所属専修（専攻）以外のコースを履修する（「ダブルキャリア型」）か、所属専修（専攻）に関連するコースを履修する（「専門強化」）か、表現力の強化などを行う（「選抜型」）か、による。音楽文化教育学科も、3年次と4年次に、所属専修や専攻以外の科目群やコースを履修する形のコース制を導入している。

## 大学院

### 修士課程
- 音楽研究科
  - 声楽専攻 
    - オペラ・コース
    - 歌曲コース

  - 器楽専攻
    - 鍵盤楽器コース
    - 伴奏コース
    - 弦・管・打楽器コース

  - 作曲専攻
    - 作品創作コース
    - 音楽理論コース
    - ソルフェージュ・コース
    - コンピュータ音楽コース

  - 音楽学専攻
    - 音楽学コース
    - 楽器・音響コース
    - 音楽療法コース

  - 音楽教育学専攻
    - 音楽教育学コース
    - 音楽教育実践コース

### 後期博士課程
- 音楽研究科
  - 音楽研究専攻
    - 声楽研究領域
    - 器楽研究領域
    - 創作研究領域
    - 音楽学研究領域
    - 音楽教育学研究領域

## 系列校
- 国立音楽大学附属高等学校
  - 音楽科
  - 普通科
- 国立音楽大学附属中学校
- 国立音楽大学附属小学校
- 国立音楽大学附属幼稚園

## 関連施設
- 音楽研究所
- 楽器学資料館
- 体育合宿所（東京都青梅市今井）

## 対外関係

### 他大学との協定
- 多摩アカデミックコンソーシアム加盟
- オーストリアのウィーン音楽・演劇大学との交換留学協定
- 国立台湾師範大学音楽学院との交流協定
- ドイツのカールスルーエ音楽大学との交流協定

### 産官学連携
- 立川市役所との地域の芸術・文化発展のための協定

## 大学関係者
日本の音楽界および音楽教育界に、久石譲、山下洋輔、宮田まゆみ、広瀬香美など数多くの音楽家を輩出している。

### 歴代学長
- 有馬大五郎
- 海老沢敏
- 吉田泰輔
- 植松東
- 高野紀子
- 庄野進
- 武田忠善
- 梅本実